# Lou Reed (musikalbum)
Lou Reed är rockmusikern Lou Reeds solodebutalbum utgivet 1972, två år efter att han lämnade The Velvet Underground. Med undantag för "Wild Child" och "Berlin" består albumet av överblivna låtar från Velvet Underground-tiden.
Albumet spelades in i England 1972, efter att Reed skrivit kontrakt med skivbolaget RCA året innan. Bland de medverkande musikerna finns bland andra Steve Howe (gitarr) och Rick Wakeman (piano, keyboard), båda då tillhörande det progressiva rockbandet Yes.

## Låtlista
Samtliga låtar skrivna av Lou Reed, om inte annat anges.
1. "I Can't Stand It" - 2:37
2. "Going Down" - 2:57
3. "Walk and Talk It" - 3:40
4. "Lisa Says" - 5:34
5. "Berlin" - 5:16
6. "I Love You" - 2:21
7. "Wild Child" - 4:41
8. "Love Makes You Feel" - 3:13
9. "Ride into the Sun" (Lou Reed, John Cale, Sterling Morrison, Maureen Tucker) - 3:16
10. "Ocean" - 5:07

## Medverkande
- Lou Reed - gitarr, keyboards, sång
- Clem Cattini - percussion
- Helene Francois - sång
- Kay Garner - sång
- Steve Howe - gitarr
- Les Hurdle - bas
- Paul Keogh - gitarr
- Brian Odgers - bas
- Caleb Quaye - gitarr, piano
- Rick Wakeman - piano, keyboards